# معدن کوه سیوند
معدن کوه سیوند مربوط به دوره هخامنشی است و در شهرستان مرودشت، بخش سیدان، روستای سیوند واقع شده و این اثر در تاریخ ۱۹ مرداد ۱۳۸۴ با شمارهٔ ثبت ۱۲۷۸۰ به‌عنوان یکی از آثار ملی ایران به ثبت رسیده است.